# Trompenburg Tuinen & Arboretum
Trompenburg Tuinen & Arboretum is een bomen- en plantentuin aan de Honingerdijk in de Zuid-Hollandse stad Rotterdam. Het park heeft een oppervlakte van acht hectare. De aanleg dateert van 1820, maar pas na de openstelling voor publiek in 1958, is het park, dat generaties lang beheerd werd door de familie (Van Hoey) Smith, breder in de belangstelling gekomen. Trompenburg is aangesloten bij de Nederlandse Vereniging van Botanische Tuinen.
Het park bevat circa 4000 verschillende soorten bomen, struiken en vaste planten. In 1996 is een nieuw entreegebouw geopend. Door de opzet wekt de voormalige buitenplaats bij de bezoeker eerder de indruk van een wandelpark dan van een 'bomenverzameling'.

## Geschiedenis

### Familie Smith
De naam 'Trompenburg' verwijst naar een leengoed van het Slot Honingen. In de 17e eeuw stond er op het goed een buitenhuis. Dat werd in 1833 gesloopt. In 1859 vestigde James Smith (1824-1894) zich op de buitenplaats Zomerlust, die in 1820 gebouwd was. Hij voegde Trompenburg aan zijn bezit toe, evenals enkele stukken weiland en tuinderijen. Het centrale deel van Trompenburg werd in 1820 als park aangelegd. Van de beplanting uit die tijd zijn nog enkele zomereiken (Quercus robur) en een gewone esdoorn (Acer pseudoplatanus) over.
Rond 1870 werd het westelijke gedeelte aangelegd volgens een ontwerp van de tuinarchitecten Jan David Zocher en diens zoon Louis Paul Zocher. De wei, de beek met de moerascipres (Taxodium distichum) met de kniewortels, de reuzenlevensboom (Thuja plicata), enkele Hollandse essen (Fraxinus excelsior) en een oude taxus of venijnboom (Taxus baccata) stammen uit deze tijd.

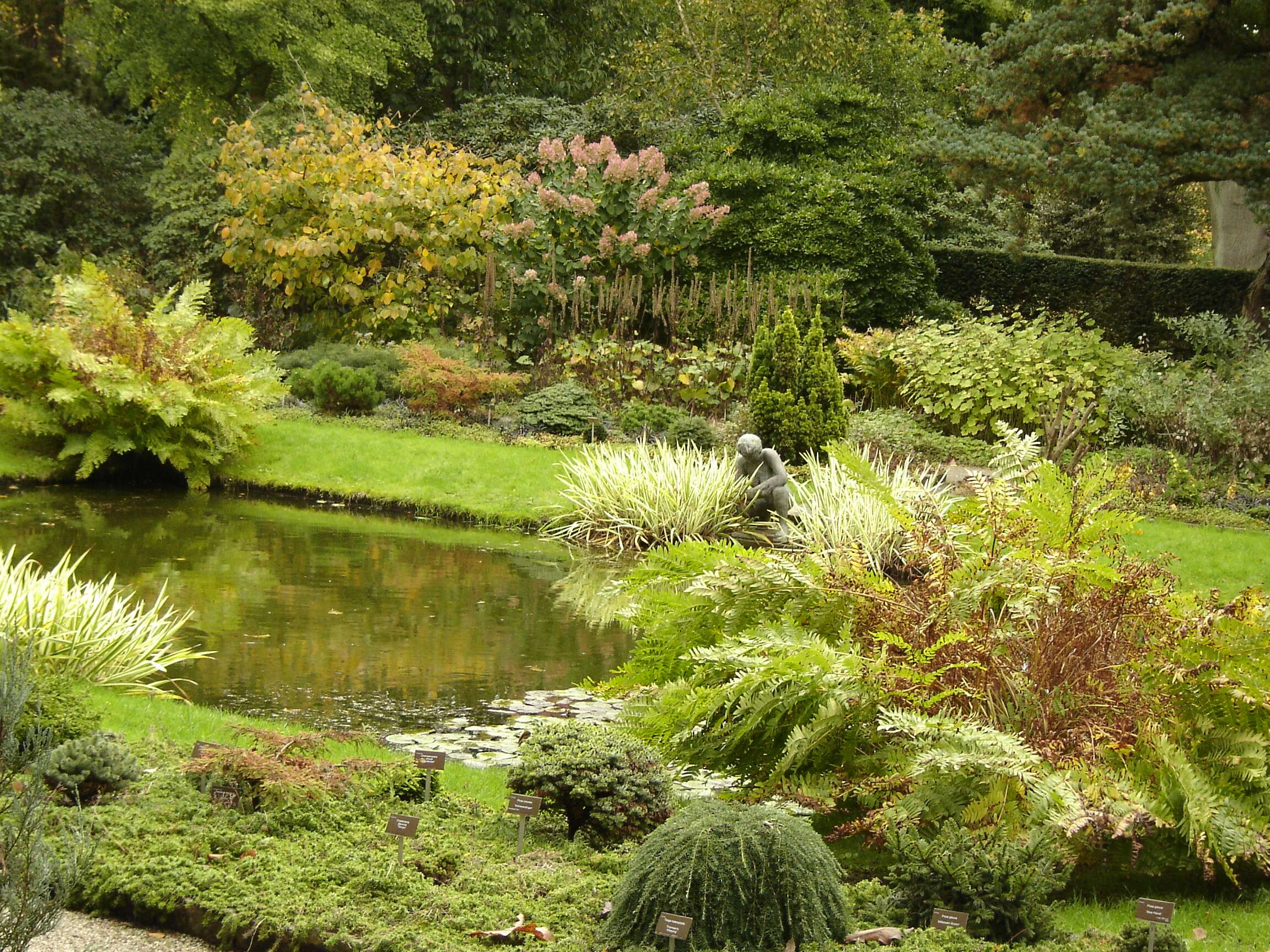
Goudvisvijver

Omstreeks 1900 liet de reder William Smith (1849-1918) het oostelijke deel langs de randen met iepen beplanten. Die moesten na het uitbreken van de iepenziekte in 1928 allemaal weer gerooid worden. In die tijd zijn de eerste exoten, zoals een doodsbeenderenboom (Gymnocladus dioica), een vleugelnoot (Pterocarya fraxinifolia) en een bijzonder soort es (Fraxinus xanthoxyloides var. dumosa) in dit deel van Trompenburg geplant.
Pas toen James van Hoey Smith (1891-1965) het beheer overnam werd daadwerkelijk met het verzamelen van bijzondere bomen en struiken begonnen. Hij benutte de ruimte die vrijkwam door het kappen van de 400 zieke iepen in 1928 om een arboretum aan te leggen. Hij liet daarin ook een naaldbomentuin, een rozentuin, een goudvissenvijver en een heidetuin aanleggen.
Vanaf 1939 ging Dick van Hoey Smith (1921-2010) zich met het beheer van het arboretum bemoeien. Hij ontwikkelde zich tot dendroloog. Onder zijn leiding groeide het arboretum uit tot een internationaal gewaardeerd instituut. Dat leidde er onder andere toe dat Trompenburg in 1983 door 'International Dendrology Society' de 'Conservation Plaquette' kreeg toegekend.

### Stichting
In 1958 werd het beheer ondergebracht in de stichting Arboretum Trompenburg, in hetzelfde jaar werd het park voor het publiek toegankelijk. Het trekt anno 2005 jaarlijks 50.000 tot 60.000 bezoekers. In 1996 is een nieuw ontvangstgebouw in gebruik genomen naar ontwerp van architect W. M. Crouwel.
In 1965 werd het arboretum in oostelijke richting uitgebreid met een aangrenzende tuin, de 'Oude Perenhof', die vroeger onderdeel van landgoed 'Woudenstein' was. In 1993 volgde nogmaals een uitbreiding naar het oosten.
In 1996 droeg Dick van Hoey Smith de leiding van het arboretum over aan ing. Gert Fortgens. Bij het honderdvijftig jarig bestaan in 2008 is de naam 'Arboretum Trompenburg' veranderd in 'Trompenburg Tuinen & Arboretum'. Dit was om duidelijker aan te geven dat het Trompenburgpark bestaat uit een aaneenschakeling van tuinen met daarin een bijzondere collectie bomen. In 2024 sloot Trompenburg, voor het eerst in de geschiedenis, het jaar af met meer dan 100.000 bezoekers.

## Collectie
De collectie van het Trompenburg is groot. De 'inventaris' omvatte in 1979 circa 2000 verschillende bomen en struiken, waaronder 67 esdoorns, 25 berken, 32 beuken, 61 hulsten, 134 eiken, 655 rododendrons, 35 wilgen, 106 soorten Chamaecyparis, 56 jeneverbessen, 21 sparren, 48 dennen, 34 soorten Taxus en 38 soorten Thuja. De collectie is sindsdien nog belangrijk uitgebreid.

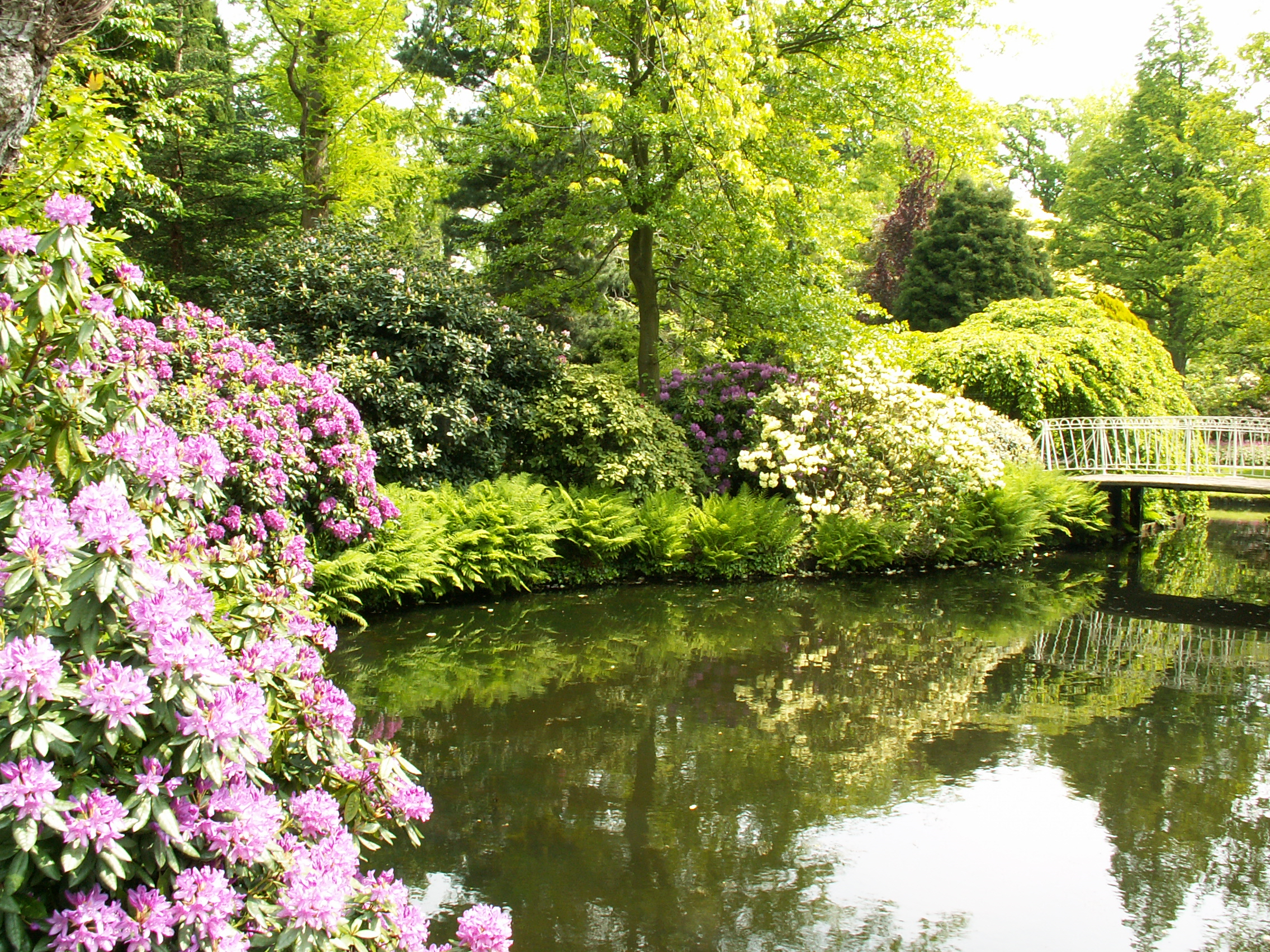
Bloeiende rododendrons

Trompenburg Tuinen is houder van 'nationale plantencollecties' van de volgende geslachten:
- Quercus (eik)
- Fagus (beuk)
- Rodgersia (een geslacht uit de steenbreekfamilie)
- Rhododendron (rododendron, cultivars)
- Coniferae (coniferen)
- Hosta (hartlelie)
- Ligustrum (liguster)

De stichting besteedt sinds een aantal jaren behalve aan bomen en struiken ook veel aandacht aan het uitbreiden van de collectie kruidachtige gewassen. Het zwaartepunt ligt daarbij op die plantengroepen die goed gedijen in de schaduw en die dus als ondergroei van bomen kunnen worden gebruikt. Voorbeelden daarvan zijn de hosta-collectie en een groot sortiment rodgersia.
Een omvangrijke verzameling: cactussen en andere succulenten is ondergebracht in een kas.
Trompenburg beheert gezamenlijk met de Nederlandse Dendrologische Vereniging een bibliotheek die op afspraak te raadplegen is.

## Nieuwe bomen
In de loop der jaren zijn op Trompenburg initiatieven genomen om het bestaande (kwekers-)sortiment uit te breiden. Die initiatieven kunnen in drie groepen worden ingedeeld:
- De kweek van geheel nieuwe variëteiten: bijvoorbeeld 12 nieuwe variëteiten van de beuk (Fagus sylvatica), 10 nieuwe eiken en 5 andere bomen.
- Het op naam brengen van naamloze bomen die door anderen naar Trompenburg werden gezonden. De lijst telt 29 namen.
- Planten uit het buitenland, die door Trompenburg voor het eerst in Nederland geïntroduceerd werden. Deze lijst telt 40 namen.